# São Cristóvão
São Cristóvão és un barri de la Zona Nord de Rio de Janeiro al Brasil.

## Història
L'antiga residència imperial del Brasil es troba en aquest barri així com un palau que data del segle XIX i que acull avui el museu nacional de l'Imperi del Brasil, museu integrat a la Universitat Federal de Rio de Janeiro.
El 1998 es va separar una part del seu territori amb la creació del districte  Vasco da Gama en honor de l'equip de futbol homònim que aquell any havia guanyat la Copa Libertadores en el centenari de la seva fundació.

## Geografia
Una gran part del barri és el parc Quinta da Boa Vista. En aquest parc, es troben els edificis principals del museu nacional, com la biblioteca i el Jardí botànic. Adjacent a aquest parc, el zoo de Rio de Janeiro.
Al nord del barri es troba el barri Caju, a l'est Santo Cristo, al sud Maracanã, al sud-oest Mangueira, a l'oest Benfica i, gairebé dins el barri de São Cristóvão, el barri de Vasco da Gama.